# Pierre Gasly
Pierre Gasly (sinh ngày 7 tháng 2 năm 1996) là một tay đua Công thức 1 người Pháp. Anh từng giành chiến thắng đầu tiên của mình tại chặng đua GP Ý 2020. Vào Giải đua xe Công thức 1 2023 Gasly thi đấu cho đội đua Alpine.

## Sự nghiệp

### Sự nghiệp tiền Công thức 1
Gasly là một thành viên của học viện tay đua trẻ của Red Bull Racing. Trước khi lên F1 thì Gasly từng vô địch GP2 Series 2016, Á quân Formula Renault 3.5 series 2014.

### Công thức 1 (từ năm 2017)

#### Scuderia Toro Rosso (2017-2019)

##### 2017: Mùa giải đầu tiên trong công thức 1
Công việc chính của Gasly là làm tay đua dự bị ở Red Bull và đua giải Super Formula ở Nhật Bản.
Anh bắt đầu sự nghiệp công thức 1 chính thức tại giải đua ô tô Công thức 1 Malaysia. Cuối năm 2017, đội đua Toro Rosso, một đội đua vệ tinh của Red Bull, khủng hoảng nhân sự sau khi họ vừa để Carlos Sainz jr. sang Renault theo dạng cho mượn vừa quyết định chấm dứt hợp đồng với Daniil Kvyat. Do đó buộc họ phải sử dụng anh và cựu binh Brendon Hartley như là một phương án chữa cháy. Kết quả là cả hai tay đua mới đều không ghi được điểm số nào.
Do phải chuyển lên đua công thức 1 nên Gasly đã phải bỏ dở mấy chặng cuối của giải Super Formula nên anh chỉ xếp thứ 2 chung cuộc ở giải đua này.

##### 2018
Gasly đua toàn thời gian ở đội đua Toro Rosso. Tại chặng đua GP Bahrain, Gasly vượt qua vòng loại ở vị trí thứ sáu nhưng được thăng hạng lên thứ năm sau một quả phạt đền dành cho Lewis Hamilton. Anh đã về đích chặng đua ở vị trí thứ 4 sau khi Kimi Räikkönen bỏ cuộc, giành được số điểm đầu tiên khi về đích ở Công thức 1. Một tuần sau tại chặng đua GP Trung Quốc, anh đâm vào đồng đội Hartley trong điều mà cả hai thú nhận là 'thông tin sai lệch'. Gasly đã lấy thêm bốn điểm về đích trong mùa giải, bao gồm vị trí thứ 7 tại chặng đua GP Monaco, vị trí thứ 6 tại chặng đua GP Hungary và vị trí thứ 9 ở Bỉ. Anh kết thúc mùa giải ở vị trí thứ 15 trong bảng xếp hạng với 29 điểm, hơn Hartley (4 điểm) một cách thoải mái.

#### Thời gian ngắn ngủi tại đội đua Red Bull Racing (2019)
Đến lượt đội đua Red Bull Racing có biến động nhân sự lớn khi cả Daniel Ricciardo và Carlos Sainz jr đều ra đi nên đội đua này buộc phải đôn Pierre Gasly lên đua cặp với Max Verstappen. 
Gasly đã vượt qua vòng loại đứng thứ 17 trong cuộc đua đầu tiên của anh ấy với đội, chặng đua GP Úc và không ghi được điểm nào trong cuộc đua. Anh lại không thể lọt vào top 10 tại vòng loai trong chặng đua GP Bahrain sau đó. Thế nhưng, anh đã có thể lập vòng đua nhanh nhất trong sự nghiệp ở các chặng đua GP Trung Quốc và Monaco. Anh đã phải bỏ cuộc ở vị trí thứ 6 do trục truyền động có vấn đề tại chặng đua GP Azerbaijan. Anh đã ghi điểm ở sáu chặng đua tiếp theo nhưng đã hoàn thành sau một vòng những người dẫn đầu tại các chặng đua ở Canada, Pháp và Áo. Kết quả tốt nhất của anh với Red Bull Racing là tại chặng đua GP Anh, nơi anh ấy về thứ tư sau khi Verstappen và Sebastian Vettel va chạm về phía trước. Tại chặng đua GP Đức, Gasly đã bỏ cuộc sau khi va chạm với chiếc xe Toro Rosso của Alexander Albon trong nỗ lực vượt qua vị trí thứ sáu. Gasly phải chịu áp lực ngày càng lớn tại chặng đua GP Hungary, nơi anh về đích ở vị trí thứ 6 sau khi bị Verstappen vượt cách một vòng.
Kết cục là trong thời gian này, Gasly đã thi đấu không được thành công. Ngay sau kỳ nghỉ hè, anh đã bị Red Bull hoán đổi vị trí với Alex Albon.

#### Quay trở về Toro Rosso/AlphaTauri (2019-2022)

##### 2019
Trong phần còn lại của mùa giải tại Toro Rosso, hợp tác với Daniil Kvyat, Gasly đã đạt được năm điểm về đích, trong đó có vị trí thứ 9 trong chặng đua đầu tiên trở lại đội ở Bỉ. Tại chặng đua GP Bỉ, người bạn thân thiết của anh là Anthoine Hubert qua đời ở giải đua F2. 
Tại chặng đua áp chót, chặng đua GP Brasil, Gasly có lần đầu tiên lên podium trong F1. Kết quả đó giúp cho Gasly vực dậy được một mùa giải thảm họa, đồng thời lấy lại được sự tự tin, làm đà tiến cho những mùa giải tiếp theo.
Anh đã kết thúc mùa giải, đứng thứ 7 với bảng xếp hạng dành cho các tay đua với 95 điểm.

##### 2020

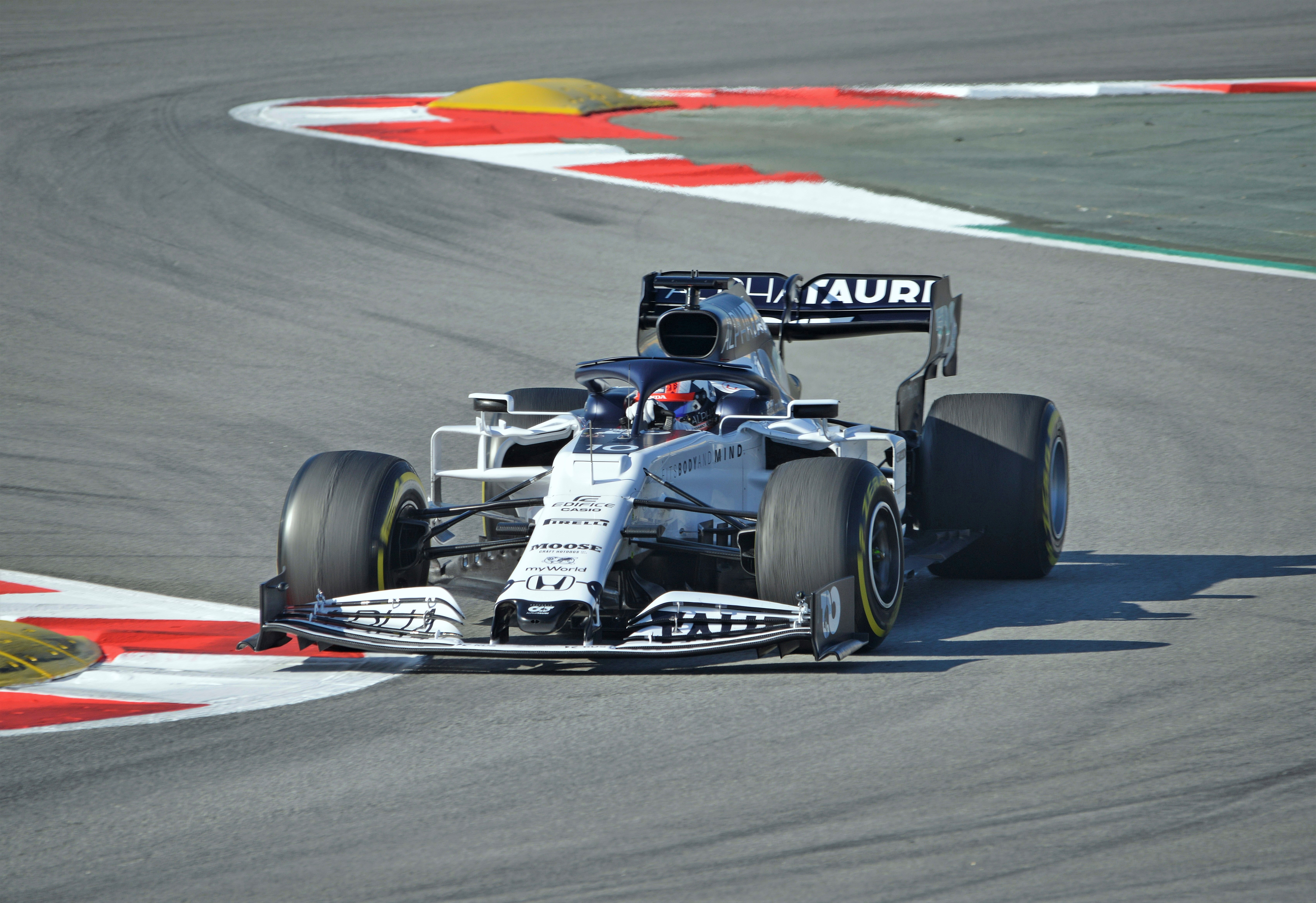
Pierre Gasly vào mùa giải năm 2020

Gasly được đội Toro Rosso giữ lại, cùng với Kvyat, khi họ đổi tên thành Scuderia AlphaTauri. 
Gasly đã đạt được bốn lần lấy điểm về đích trong bảy chặng đua đầu tiên của mùa giải, với kết quả tốt nhất là vị trí thứ 7 tại các chặng đua GP Áo và GP Anh. Tại chặng đua GP Ý, việc dừng pit sớm đã cho phép Gasly vượt qua một số tay đua - những người phải đợi làn pit mở trong quá trình kiểm tra xe an toàn - đưa anh lên vị trí thứ 3. Khi người dẫn đầu cuộc đua, Lewis Hamilton vào làn pit để thực hiện một quả phạt đền và tay đua về thứ hai Lance Stroll mất vị trí khi bắt đầu lại, Gasly kế thừa vị trí dẫn đầu cuộc đua và cầm chân Carlos Sainz Jr, trở thành người chiến thắng cuộc đua thứ 109 và là tay đua người Pháp đầu tiên giành được chiến thắng kể từ khi chiến thắng của Olivier Panis tại chặng đua GP Monaco 1996 24 năm trước. Điều này làm dấy lên suy đoán rằng Gasly có thể trở lại Red Bull, khi người thay thế anh, Alex Albon, chỉ đứng thứ 15. Gasly nhận xét rằng anh đã 'sẵn sàng' làm điều đó. Giám đốc đội Franz Tost đã ca ngợi cuộc đua của Gasly nhưng đã bác bỏ khả năng Gasly trở lại Red Bull trong tương lai gần. 
Ngay tại chặng đua sau đó ở chặng đua GP Tuscan ở pha xuất phát, Gasly vướng vào va chạm với Max Verstappen khiến cho cả 2 phải bỏ cuộc. Anh đã lấy thêm điểm ở ba chặng đua tiếp theo, bao gồm cả vị trí thứ 5 tại chặng đua GP Bồ Đào Nha, nhưng đã bỏ cuộc do rò rỉ chất làm mát tại chặng đua GP Emilia Romagna sau khi vượt qua vòng loại đứng thứ 4, kết quả tốt nhất mùa giải. 
Anh kết thúc mùa giải 2020 ở vị trí thứ mười trong bảng xếp hạng các tay đua với 75 điểm, hơn đồng đội Kvyat 32 điểm.

##### 2021: Lấy được nhiều điểm nhất trong sự nghiệp Công thức 1 của mình

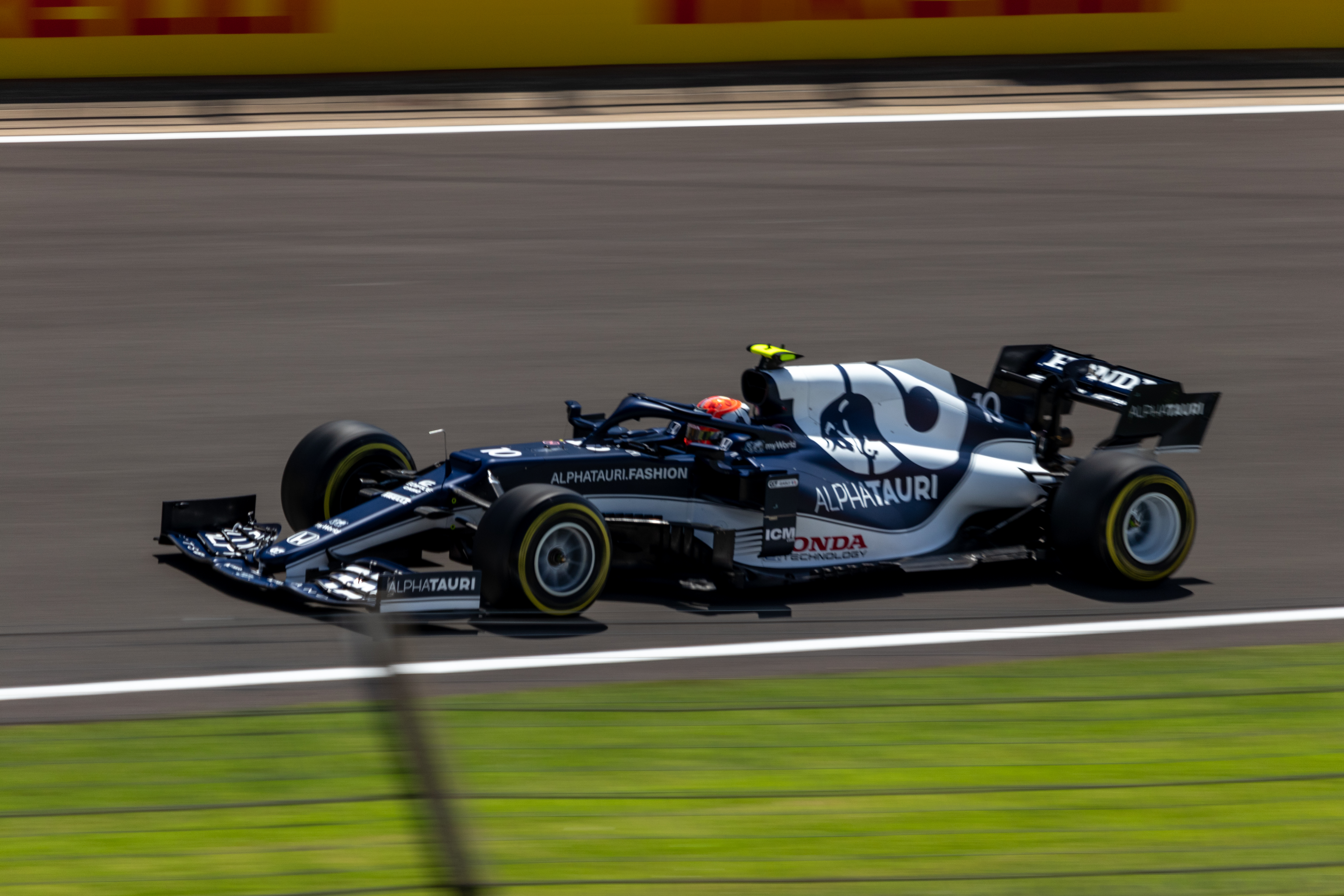
Pierre Gasly tại chặng đua GP Anh 2021

Pierre Gasy có người đồng đội mới là tân binh người Nhật Bản Yuki Tsunoda. Anh trở thành chủ lực của đội đua AlphaTauri trong suốt mùa giải.
Anh ấy đã vượt qua vòng loại ở vị trí thứ 5 tại chặng đua GP Bahrain mở đầu mùa giải nhưng đã va chạm với Daniel Ricciardo và sau đó bỏ cuộc đua. Sau đó, anh đã ghi điểm ở sáu cuộc đua tiếp theo, bao gồm cả lần lên bục thứ ba trong sự nghiệp tại Azerbaijan. Tại chặng đua GP Azerbaijan đầy sự cố, anh đã lên bục podium sau sự cố nổ lốp xe của Max Verstappen và sai lầm của Lewis Hamilton ở pha xuất phát cuối và giành chiến thắng trong khi đua với Charles Leclerc ở vòng áp chót để về thứ 3. Chuỗi lấy điểm của Gasly đã kết thúc tại chặng đua GP Styria khi anh đã phải bỏ cuộc do va chạm ở vòng đầu tiên với Leclerc. Một cú nổ lốp cuối cuộc đua tại chặng đua GP Anh đã khiến Gasly bị loại khỏi vị trí tính điểm. Tại chặng đua Grand Prix Ý, Gasly đã phải bỏ cuộc ở vòng đua sprint sau khi va chạm với Lewis Hamilton, chèn mũi xe vào bên dưới bánh xe của anh. Tại cuộc đua chính thức, anh đã phải rút lui khỏi cuộc đua ở vòng 4 do hệ thống treo lốp xe bị hỏng. Anh về đích thứ 6 tại chặng đua GP Thổ Nhĩ Kỳ mặc dù bị phạt vì va chạm với Fernando Alonso. Gasly lần đầu tiên xuất phát ở hàng đầu tiên tại chặng đua GP Qatar nhưng đã kết thúc cuộc đua ngoài vị trí tính điểm.
Gasly đã kết thúc mùa giải đứng thứ 9 trong bảng xếp hạng các tay đua với 110 trong số 142 điểm của AlphaTauri, số điểm cao nhất từ trước đến nay của anh trong một mùa giải.

##### 2022: Mùa giải cuối cùng cho AlphaTauri

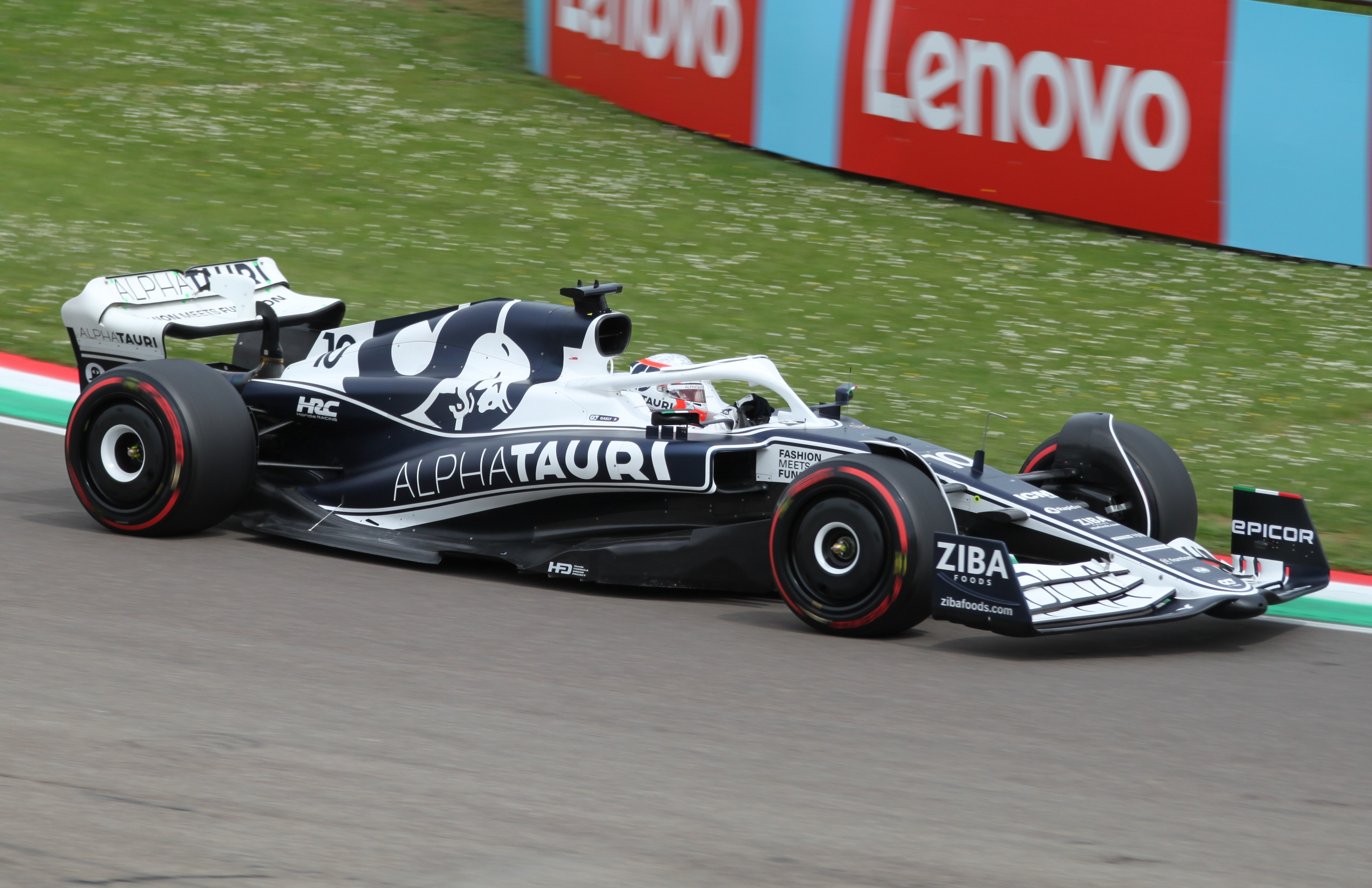
Pierre Gasly tại chặng đua GP Emilia Romagna 2022

Gasly tiếp tục đua cho AlphaTauri vào năm 2022 cùng với Tsunoda. 
Một vụ cháy động cơ đã khiến anh phải bỏ cuộc tại chặng đua GP Bahrain mở đầu mùa giải. Anh đã ghi điểm tại các chặng đua GP Ả Rập Xê Út và Úc, nhưng không làm được điều đó ở bốn chặng đua tiếp theo, bao gồm cả việc bỏ cuộc sau va chạm với Lando Norris tại chặng đua GP Miami. Anh kết thúc chuỗi không lấy điểm khi về thứ 5 tại chặng đua GP Azerbaijan. Năm chặng đua tiếp theo, anh đã không lấy được điểm nào cả, bao gồm cả một vụ va chạm với đồng đội Tsunoda, kết thúc cuộc đua của anh tại chặng đua GP Anh. Gasly vượt qua vòng loại ở vị trí thứ 10 tại Grand Prix Áo nhưng đã va chạm với Lewis Hamilton ở vòng đua sprint và Sebastian Vettel trong cuộc đua, về thứ 15. 
Anh đã dự định bắt đầu chặng đua Grand Prix Bỉ từ vị trí thứ 8, tuy nhiên, một sự cố về điện ngay trước cuộc đua đã buộc anh ấy phải xuất phát từ làn pit. Anh ấy đã phục hồi vị trí số điểm, xếp thứ 9. Tại các chặng đua GP Ý và Singapore, anh đều lấy thêm điểm trong cả hai chặng đua đó. Tại chặng đua GP Nhật Bản, Gasly chỉ trích việc triển khai máy kéo phục hồi trong điều kiện ẩm ướt để trục xuất chiếc xe bị tai nạn của Carlos Sainz Jr., mô tả nó là "thiếu tôn trọng" đối với ký ức của Jules Bianchi quá cố. Sau đó, anh bị phạt vì chạy quá tốc độ dưới lá cờ đỏ sau đó và bị giáng xuống vị trí thứ 18. 
Trong tháng 8 và tháng 9, có thông tin cho rằng Alpine đang nhắm đến Gasly sau khi Fernando Alonso và Oscar Piastri đều rời đội, và Red Bull sẵn sàng trả tự do cho anh ta. Việc Gasly chuyển đến Alpine vào năm 2023 đã được chính thức công bố vào tháng 10 tại chặng đua ở Nhật Bản.
Anh đã kết thúc mùa giải này ở vị trí thứ 14 với 23 điểm.

#### Alpine (từ năm 2023)
Gasly sẽ thi đấu cho đội đua Alpine với hợp đồng lâu dài. Anh sẽ thi đấu cùng Esteban Ocon, người cũng đến từ vùng Normandie và là đồng huơng của anh.

## Thống kê thành tích
(Tính đến hết chặng đua GP Abu Dhabi 2022)
| Năm     | Giải đua                       | Đội đua                      | Số chặng | Số chiến thắng | Poles | Vòng đua nhanh nhất | Podiums | Tổng điểm | Vị trí trong BXH |
| ------- | ------------------------------ | ---------------------------- | -------- | -------------- | ----- | ------------------- | ------- | --------- | ---------------- |
| 2011    | French F4 Championship         | Auto Sport Academy           | 14       | 4              | 2     | 1                   | 7       | 104       | 3                |
| 2012    | Eurocup Formula Renault 2.0    | R-ace GP                     | 14       | 0              | 1     | 0                   | 2       | 32        | 10               |
| 2012    | Formula Renault 2.0 NEC        | R-ace GP                     | 7        | 0              | 0     | 0                   | 1       | 78        | 23               |
| 2013    | Eurocup Formula Renault 2.0    | Tech 1 Racing                | 14       | 3              | 4     | 2                   | 8       | 195       | 1                |
| 2013    | Formula Renault 2.0 Alps       | Tech 1 Racing                | 6        | 0              | 0     | 0                   | 3       | 72        | 6                |
| 2013    | Pau Formula Renault 2.0 Trophy | Tech 1 Racing                | 1        | 0              | 0     | 0                   | 0       |           | 7                |
| 2014    | Formula Renault 3.5 Series     | Arden Motorsport             | 17       | 0              | 1     | 3                   | 8       | 192       | 2                |
| 2014    | GP2 Series                     | Caterham Racing              | 6        | 0              | 0     | 0                   | 0       | 0         | 29               |
| 2015    | GP2 Series                     | DAMS                         | 21       | 0              | 3     | 1                   | 4       | 110       | 8                |
| 2016    | GP2 Series                     | Prema Racing                 | 22       | 4              | 5     | 4                   | 9       | 219       | 1                |
| 2016–17 | Formula E                      | Renault e.dams               | 2        | 0              | 0     | 0                   | 0       | 18        | 16               |
| 2017    | Công thức 1                    | Scuderia Toro Rosso          | 5        | 0              | 0     | 0                   | 0       | 0         | 21               |
| 2017    | Super Formula                  | Team Mugen                   | 7        | 2              | 0     | 0                   | 3       | 33        | 2                |
| 2018    | Công thức 1                    | Red Bull Toro Rosso Honda    | 21       | 0              | 0     | 0                   | 0       | 29        | 15               |
| 2019    | Công thức 1                    | Aston Martin Red Bull Racing | 12       | 0              | 0     | 2                   | 0       | 95        | 7                |
| 2019    | Công thức 1                    | Red Bull Toro Rosso Honda    | 9        | 0              | 0     | 0                   | 1       | 95        | 7                |
| 2020    | Công thức 1                    | Scuderia AlphaTauri Honda    | 17       | 1              | 0     | 0                   | 1       | 75        | 10               |
| 2021    | Công thức 1                    | Scuderia AlphaTauri Honda    | 22       | 0              | 0     | 0                   | 1       | 110       | 9                |
| 2022    | Công thức 1                    | Scuderia AlphaTauri          | 22       | 0              | 0     | 0                   | 0       | 23        | 14               |

* Mùa giải vẫn đang diễn ra.